# Brian Behlendorf
Brian Behlendorf (nascido em 30 de março de 1973) é um técnologo, programador de computadores e uma figura importante do movimento software livre. Ele foi um dos pioneiros do Servidor Apache, o mais popular programa de servidor web na Internet, e um membro fundador do Apache Group, que mais tarde se tornou Apache Software Foundation. Behlendorf foi presidente da fundação por três anos.
Behlendorf tem colaborado com a Mozilla Foundation desde 2003.

## References
1. ↑  
«About the Mozilla Foundation». Mozilla Foundation. Consultado em 17 de setembro de 2009

- Revolution OS 2001 documentary on Linux, open source, etc.
- SFRaves History
- Hyperreal Funding Info